# Крістіна Вульф
Крістіна Вульф (англ. Christina Wolfe, нар. 8 вересня 1990, Лондон, Велика Британія) — британська акторка. Вона зіграла Кетрін Девіс у телесеріалі «Члени королівської сім'ї» та Джулію Пенніворт у телесеріалі «Бетвумен». Вона зіграла Кейт у фільмі Netflix «Незабутні вихідні» 2022 року.

## Біографія
Народившись у Лондоні 8 вересня 1990 року, Вульф навчалася в Даремському університеті та вивчав англійську мову та філософію. Вона також навчалася в драматичній студії Лондона.

## Кар'єра
Вульф зіграла Кетрін Девіс у серіалі «Члени королівської сім'ї», який тривав протягом трьох сезонів на E!. Її героїня була пов'язана з принцами Ліамом і Робертом. Серіал закінчився кардинально, коли героїню Вульфа викрали та вагітною дитиною Ліама.
Потім вона з'явилася в серіалі CW «Бетвумен» в ролі Джулії Пенніворт, доньки Альфреда Пенніворта.
Вульф з'являється у фільмі Netflix «Незабутні вихідні» 2022 року в помітній ролі. Вульф грає Кейт, яка переконує свою найкращу подругу Бет (Лейтон Містер) поїхати до Хорватії на вихідні. Однак, коли Кейт зникає, Бет змушена зрозуміти, що з нею сталося. Фільм вийшов на Netflix 3 березня 2022 року. В 2023 році з'явилась в ролі Кет Брендіс у телесеріалі «Ковчег». В кінці 2023 року стало відомо що вона в ролі Аманди Тейт приєдналась до телесеріалу «ФБР: За кордоном».

## Фільмографія
| Рік       |    | Українська назва                 | Оригінальна назва               | Роль             |
| --------- | -- | -------------------------------- | ------------------------------- | ---------------- |
| 2010      | с  | Доктор матео                     | Doctor Mateo                    | Інга             |
| 2014      | тф | Дівчата вест-інду                | West End Girls                  | Сара Джейн       |
| 2014      | ф  | Спляча красуня                   | Sleeping Beauty                 | Анабель          |
| 2014      | ф  | Геркулес                         | Hercules Reborn                 | Феодора          |
| 2014      | ф  | Лють                             | Fury                            | Мила дівчина     |
| 2014      | ф  | Від А до Б                       | From A to B                     | Джулі            |
| 2015      | с  | Потопаючи в сонячному світлі     | Drowning in Sunshine            | Вера             |
| 2015      | с  | Серіальний трилер: Ангел розпаду | Serial Thriller: Angel of Decay | Керол            |
| 2015      | с  | Театр представляє                | Playhouse Presents              | Місс Ендвей      |
| 2016      | ф  | Ангел Розпаду                    | Angel of Decay                  | Керол Деронч     |
| 2016      | ф  | Наступний рівень                 | Level Up                        | Кіа              |
| 2016      | с  | Холбі Сіті                       | Holby City                      | Астрід Тейлор    |
| 2016—2018 | с  | Члени королівської сім'ї         | The Royals                      | Кетрін Девіс     |
| 2018      | ф  | Свято олова                      | Tin Holiday                     | Келлі            |
| 2019      | тф | Валентинка                       | Very Valentine                  | Розаріо          |
| 2019—2021 | с  | Бетвумен                         | Batwoman                        | Джулія Пенніворт |
| 2022      | ф  | Незабутні вихідні                | The Weekend Away                | Кейт             |
| 2023—2024 | с  | Ковчег                           | The Ark                         | Кет Брендіс      |
| 2024—2025 | с  | ФБР: За кордоном                 | FBI: International              | Аманда Тейт      |